# The Laramie Project (Film)
The Laramie Project ist ein vom US-amerikanischen Pay-TV-Sender HBO im Jahr 2002 produzierter Fernsehfilm. Er basiert auf dem gleichnamigen Theaterstück von Moisés Kaufman. Er erzählt die Geschichte des gewaltsamen Todes des Studenten Matthew Shepard und befasst sich mit den Ereignissen nach seinem Tod. Für den Film konnte eine hochkarätige Besetzung gewonnen werden. 

## Handlung
Der Film beschreibt die Geschichte der Theatergruppe um Moisés Kaufman, die nach dem Tod des schwulen Studenten Matthew Shepard viele Interviews in der Heimatstadt des Ermordeten führen. Sie befragen Familienangehörige, Freunde, Nachbarn und Bewohner der Stadt Laramie in Wyoming. Mit der Zeit bekommen die Mitglieder der Theatergruppe einen Einblick in das Leben der Kleinstadt mit all seinen Schattenseiten wie beispielsweise Intoleranz oder gar Homophobie.
Der Film endet mit der Gerichtsverhandlung gegen die beiden Mörder und der Uraufführung des Theaterstücks in Laramie.

## Premieren
Die Premiere des Filmes fand im Januar 2002 auf dem Sundance Film Festival statt. Im Februar 2002 wurde der Film auf der Berlinale vorgestellt. Die Ausstrahlung im US-Fernsehen fand im März 2002 auf HBO statt. Im Oktober 2002 lief der Film im Rahmen der Lesbisch Schwulen Filmtage Hamburg und wurde zeitgleich auch als DVD in Deutschland veröffentlicht.

## Hintergrund
Der Film wirkt wie ein Dokumentarfilm, stellt aber die tatsächlichen Geschehnisse mit professionellen Schauspielern nach. Viele der Schauspieler unterhielten sich während der Dreharbeiten in Laramie mit den realen Personen, die sie darstellen.
Im Film werden teilweise auch originale TV-Dokumente verwendet, wie beispielsweise ein Statement des damaligen US-Präsidenten Bill Clinton oder die Rede der Schauspielerin Ellen DeGeneres bei den Trauermärschen anlässlich des Todes von Matthew Shepard.
Der Prediger Fred Phelps und seine Anhänger machten nicht nur bei der Beerdigung Matthew Shepards und bei der Gerichtsverhandlung mit schwulenfeindlichen Äußerungen und Plakaten wie beispielsweise „Matt in Hell“ (Matt in die Hölle) von sich reden, sondern störten auch die verschiedenen Theater- und Kinovorstellungen.

## Auszeichnungen
Der Film wurde bei den Emmys 2002 mit vier Nominierungen bedacht. Bei den Internationalen Filmfestspielen von Berlin (Berlinale) im Jahr 2002 erhielt das Werk den Spezialpreis als bestes Erstlingswerk.

## Trivia
Im selben Jahr erschien in den USA ein weiterer Film, der sich mit dem Mord an Matthew Shepard beschäftigt: Die Matthew Shepard Story